# Lepaca Kliffoth
Lepaca Kliffoth è il quarto album in studio del gruppo musicale svedese symphonic metal Therion. Pubblicato nel 1995 dalla Megarock Records e, successivamente, ristampato dalla Nuclear Blast Records più volte. È il disco in cui le orchestrazioni iniziano a prendere il sopravvento sulle sonorità propriamente metal.

## Tracce
1. The Wings of the Hydra - 3:33
2. Melez - 4:07
3. Arrival of the Darkest Queen - 0:54
4. The Beauty in Black - 3:12
5. Riders of Theli - 2:51
6. Black - 5:02
7. Darkness Eve - 5:19
8. Sorrows of the Moon (Celtic Frost) - 3:26
9. Let the New Day Begin - 3:35
10. Lepaca Kliffoth - 4:26
11. Evocation of Vovin - 4:52

## Formazione
- Christofer Johnsson - voce, chitarra e tastiera
- Piotr Wawrzeniuk - batteria
- Fredrik Isaksson - basso